# Vinko Žganec
Vinko Žganec (ur. 22 stycznia 1890 we Vratišincu, zm. 12 grudnia 1976 w Zagrzebiu) – chorwacki etnomuzykolog.

## Życiorys
Ukończył studia teologiczne na uniwersytecie w Zagrzebiu (1914), gdzie uzyskał również doktorat z prawa (1919). Przed II wojną światową prowadził praktykę prawniczą, w zakresie muzyki był autodydaktą. W latach 1945–1948 pracował jako kustosz w muzeum etnograficznym w Zagrzebiu. Od 1948 do 1964 roku zatrudniony był w instytucie sztuk tradycyjnych, w latach 1948–1952 pełnił funkcję jego dyrektora. Od 1949 do 1968 roku prowadził wykłady z folkloru muzycznego w zagrzebskiej akademii muzycznej. W latach 1952–1966 był przewodniczącym jugosłowiańskiej sekcji Międzynarodowej Rady Muzyki Ludowej.
Prowadził badania terenowe w Chorwacji, wśród chorwackiej ludności zamieszkującej austriacki Burgenland i na Węgrzech, zarejestrował ponad 15 tysięcy pieśni ludowych. Był autorem licznych artykułów w krajowych i zagranicznych czasopismach naukowych. Zajmował się badaniami nad strukturą pieśni ludowych, ich tonalnością i melodyką. Był autorem tezy o występowaniu w muzyce chorwackiej tzw. skali istriańskiej.